# Acanthoderes funeraria
Acanthoderes funeraria là một loài bọ cánh cứng trong họ Cerambycidae.